# Richard M. Duncan
Richard Meloan Duncan (* 10. November 1889 bei Edgerton, Platte County, Missouri; † 1. August 1974 in Kansas City, Missouri) war ein US-amerikanischer Jurist und Politiker. Zwischen 1933 und 1943 vertrat er den Bundesstaat Missouri im US-Repräsentantenhaus; danach wurde er Bundesrichter am Bundesbezirksgericht für den westlichen und den östlichen Distrikt von Missouri.

## Werdegang
Richard Duncan besuchte die öffentlichen Schulen seiner Heimat und danach bis 1909 das Christian Brothers College in Saint Joseph. Zwischen 1911 und 1917 arbeitete er für die Verwaltung im Buchanan County. Nach einem Jurastudium und seiner 1916 erfolgten Zulassung als Rechtsanwalt begann er in Saint Joseph in diesem Beruf zu praktizieren. Zwischen 1926 und 1930 war er juristischer Berater der dortigen Stadtverwaltung.
Politisch war Duncan Mitglied der Demokratischen Partei. Im Jahr 1932 war er Delegierter zur Democratic National Convention in Chicago, auf der Franklin D. Roosevelt als Präsidentschaftskandidat nominiert wurde. Bei den Kongresswahlen des Jahres 1932 wurde Duncan im dritten Wahlbezirk von Missouri in das US-Repräsentantenhaus in Washington, D.C. gewählt, wo er am 4. März 1933 die Nachfolge von Jacob L. Milligan antrat. Nach vier Wiederwahlen konnte er bis zum 3. Januar 1943 fünf Legislaturperioden im Kongress absolvieren. Dort wurden bis 1941 die meisten der New-Deal-Gesetze verabschiedet. Seit Dezember 1941 war auch die Arbeit des US-Repräsentantenhauses von den Ereignissen des Zweiten Weltkrieges geprägt. Im Jahr 1933 wurde der 21. Verfassungszusatz ratifiziert.
Bei den Wahlen des Jahres 1942 unterlag Duncan dem Republikaner William Clay Cole. Zwischen 1943 und 1965 war er als Bundesrichter am United States District Court für Missouri tätig. Von 1954 bis 1959 war er als Chief Judge Vorsitzender dieses Bundesgerichts. Am 31. Mai 1965 wechselte er in den Senior Status und ging damit faktisch in den Ruhestand. Sein Sitz fiel an William Robert Collinson; den Vorsitz des Gerichts übernahm Albert Alphonso Ridge. Er starb am 1. August 1974 in Kansas City und wurde in Saint Joseph beigesetzt.